# 遙堪站
遙堪站（日语：／ Youkan eki */?）是位於島根縣出雲市常松町，一畑電車大社線的車站。車站編號為24。

## 歷史
- 1930年（昭和5年）2月2日 - 車站啟用。
- 2006年（平成18年）4月1日 - 一畑電氣鐵道把鐵路業務分拆成為獨立的全資子公司一畑電車，此站由一畑電車繼承。

## 車站構造
車站是一座地面車站，設有1面1線的單式月台。前往大社方向的列車會開啟右邊車門。此站是無人車站。月台西邊設有出入口。

## 車站周邊
- 一畑巴士 「遥堪」巴士站
- 大社遙堪郵局
- 出雲市立遙堪小學
- 淺尾纖維工業工場
- 島根縣道276號遙堪今市線（日语：島根県道276号遙堪今市線）

## 使用狀況
根據「島根縣統計書」，以下為近年一日平均乘車人次列表。
| 年度   | 1日平均 乘車人次 | 1日平均 上下車人次 |
| ------ | ---------------- | ------------------ |
| 1999年 | 21               | 40                 |
| 2000年 | 26               | 51                 |
| 2001年 | 19               | 43                 |
| 2002年 | 14               | 25                 |
| 2003年 | 15               | 35                 |
| 2004年 | 14               | 28                 |
| 2005年 | 16               | 34                 |
| 2006年 | 17               | 31                 |
| 2007年 | 15               | 33                 |
| 2008年 | 17               | 35                 |
| 2009年 | 20               | 45                 |
| 2010年 | 19               | 41                 |
| 2011年 | 17               | 33                 |
| 2012年 | 23               | 45                 |
| 2013年 | 25               | 52                 |
| 2014年 | 20               | 38                 |
| 2015年 | 15               | 31                 |
| 2016年 | 15               | 31                 |
| 2017年 | 18               | 38                 |
| 2018年 | 17               | 33                 |

## 相鄰車站
一畑電車
大社線
■特急、■急行「出雲大社號」、■急行
通過
■普通
高濱（23）－遙堪（24）－濱山公園北口（25）

## 注腳
1. ↑  島根縣統計書

## 外部連結
- 24.遙堪 | 停車站資訊 （页面存档备份，存于）（日語） - 一畑電車